# 실내악
실내악(Chamber Music)은 서양 고전 음악의 한 장르로, 작은 앙상블(ensemble)을 위한 소나타라고 볼 수 있다. 실내악의 시초는 바로크 시대 이탈리아의 무지카 다 카메라(Musica da Camera)이지만, 본격적인 발전은 18세기 말에 시작되었다. 특징으로 독주자나 지휘자가 없고 모든 연주자가 동등한 음악적 관심을 공유한다.

## 역사
실내악이란 원래 독주 악기들로 이루어진 작은 모임이 소수의 청중을 대상으로 하거나, 청중없이 실내에서 연주하는 음악이었다. 실내악이 관현악과 다른 점은 실내악에서는 대개 하나의 악기가 각각의 파트를 연주하는 반면, 관현악에서는 악기 그룹이 각 파트를 연주한다.
중세에도 작은 규모의 합주 음악이 많이 있었으나, 당시 궁정은 공공 장소였으며, 가정용 음악을 창작할 기회는 거의 없었다. 그러나 16세기에 기악 음악이 늘어나고, 아마추어들이 성악곡과 기악곡을 만드는데 관심이 높아지면서, 실내악은 부유한 가정에서 중요한 역할을 담당하게 되었다.
대저택에는 거의 한 사람 이상의 전문 음악가가 있었으며 17세기 이탈리아에서는 왕자가 실내악 연주와 작곡을 전문으로 하는 음악가를 임명하기도 하였다. 16세기와 17세기에 합주 음악이 많이 나타나면서, 17세기 소나타와 푸가의 발전과 관련된 리체르카레나 칸초네 형식이 등장하였으며, 느리고 안정된 파반과 빠른 갈리아드 등 새로운 춤곡이 나왔다.
17세기와 18세기 실내악은 독일의 콜레기움 무지쿰(collegium musicum), 이탈리아의 음악 아카데미, 영국의 음악 클럽이 등장하며 각각 발전하였다. 18세기 실내악에서는 관악기를 받아들였으며, 특히 프랑스에서는 바이올린, 플루트, 오보에, 바순, 하프시코드 등 다양한 악기를 조화시킨 음악을 처음으로 내놓았다. 하이든은 처음으로 실내악단에서 하프시코드를 제외시켰으며, 야외 연주용 세레나데를 연주하기 위해 새로운 악기를 썼다. 그 까닭은 야외 연주를 하기 위해 하프시코드를 옮기기가 무척 힘들었기 때문이었다.
귀족의 저택에서는 정기적으로 음악의 밤이 열렸는데, 소편성의 음악가들이 가족과 손님을 위하여 연주하였다. 빈 주재 러시아 대사였던 라주모프스키 백작은 직업적인 라주모프스키 4중주단을 창설하여 급여도 지불하였는데, 베토벤도 이들을 현악 4중주곡을 작곡해주었다.
20세기에는 19세기 낭만주의 시대의 대규모 오케스트라에 대한 거부감으로 실내악에 대한 관심이 고조되었다. 실내악은 이제 피아노 3중주, 현악 4중주, 현악 5중주 등 과거의 실내악이 아니라, 새로운 소리와 독특한 악기를 조합한 소규모 집단으로 관악기와 현악기의 혼합 합주가 중시되었고, 타악기나 성악이 더해질 때도 있었다.

## 일반적인 실내악 악기 편성
- 2중주 (Duo, Duet)

바이올린과 피아노
비올라와 피아노
첼로와 피아노
피아노와 피아노
- 3중주(Trio)

피아노 트리오 - 피아노, 바이올린, 첼로
현악 3중주 - 바이올린, 비올라, 첼로
플루트 3중주 - 플루트, 바이올린, 첼로
목관 3중주 - 플루트, 오보에, 바순
- 현대 실내악 트리오
- 4중주(Quartet)

현악 4중주 - 제1바이올린, 제2바이올린, 비올라, 첼로
피아노 4중주 - 바이올린, 비올라, 첼로, 피아노
- 5중주(Quintet)

현악 5중주 - 제1바이올린, 제2바이올린, 비올라, 첼로, 콘트라베이스
피아노 5중주 - 제1바이올린, 제2바이올린, 비올라, 첼로, 피아노
목관 5중주 - 플루트, 오보에, 클라리넷, 호른, 파곳
- 6중주(Sextet)

## 참고 자료
- Wade-Matthews, Max (2004년 10월 25일). 《세계의 악기 백과 사전》. 서울: 교학사. 89-09-09735-3.